# Czuczmany
Czuczmany (ukr. Чучмани) – wieś na Ukrainie, w obwodzie lwowskim, w rejonie złoczowskim. W 2001 roku liczyła 297 mieszkańców.
Do 19 lipca 2020 r. w rejonie buskim. 